# Skallelvs kapell
Skallelvs kapell är en gudstjänstlokal i Skallelv i Vadsø kommun på Varangerhalvön i Finnmarks fylke i Norge. Kapellet hör till Vadsø kyrkosocken i Varanger pastorat.
Byggnaden uppfördes som skola på Berget (Päri, nio meters höjd) i Skallelv och togs i bruk 1901. En ny skola blev klar 1953, varefter den gamla skolan efter några år byggdes om till kyrka efter ritningar av Rolf Harlew Jenssen (1916–2008). Kyrkan är en långkyrka i trä och invigdes 1961. Den har plats för 78 sittande besökare.
Dopfunten är av trä och också ritad av Rolf Harlew Jenssen.